# Šťáhlavy

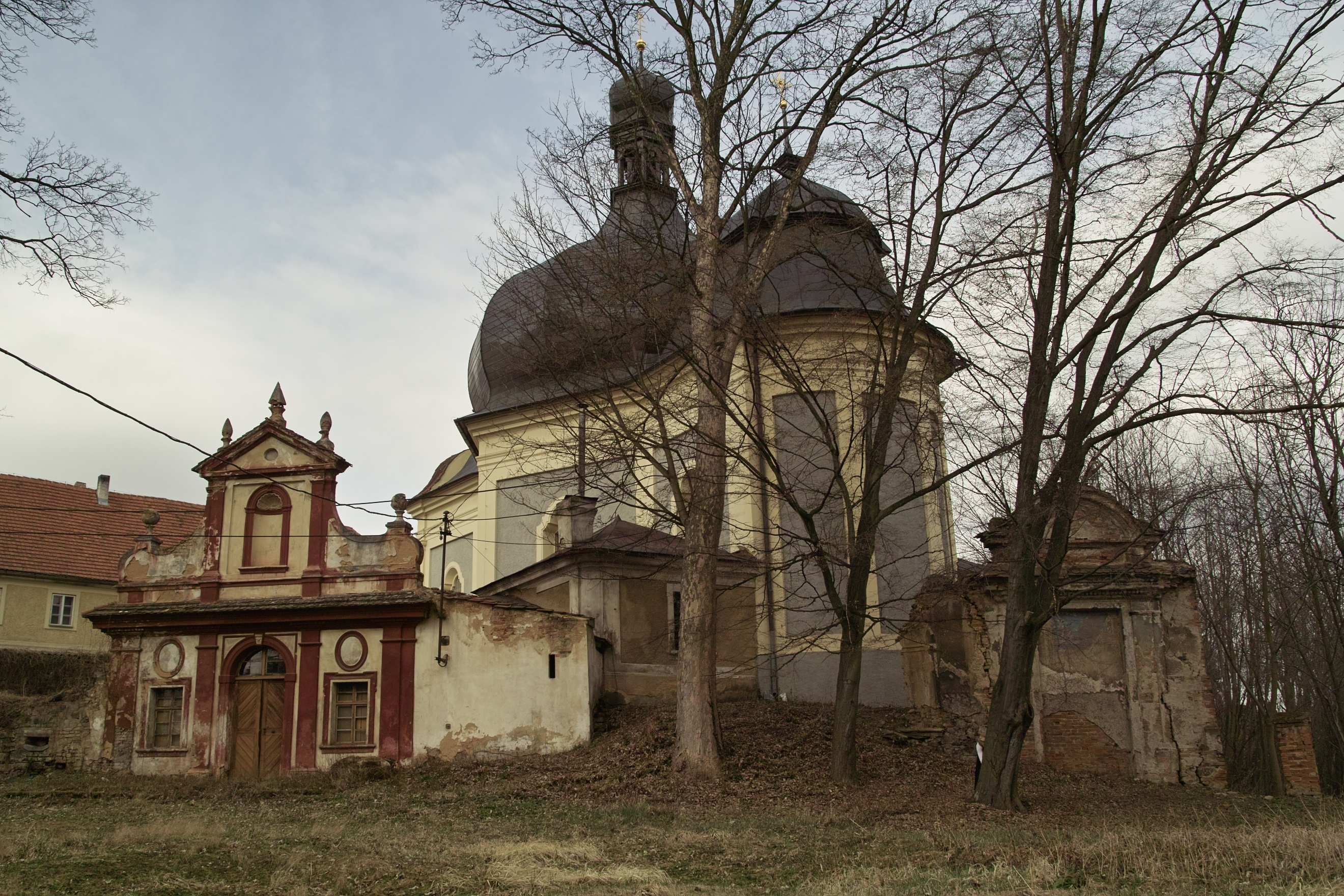
A Szent Vitus-templom

Šťáhlavy település Csehországban, Plzeň városi járásban, Pilsentől 14 kilométerrel délkeletre, a Švihov-felföldön, az Úslava folyó mellett. Šťáhlavy Milínov, Žákava, Nezvěstice, Starý Plzenec, Nezbavětice, Lhůta, Raková és Rokycany településekkel határos. Lakosainak száma 2922 fő (2024. január 1.).

## Népessége
A település lakosságának változását az alábbi diagram mutatja:
| Lakosok száma | 1437 | 1620 | 1776 | 2065 | 2289 | 2165 | 2548 | 2733 | 2865 | 2922 |
|               | 1869 | 1890 | 1921 | 1950 | 1980 | 2001 | 2017 | 2019 | 2022 | 2024 |

## Története
Első írásos említése 1239-ből való.
1784–1789-ben felépült a vadászkastély jellegére utaló nevű  Kecske kastély (eredetileg Waldschloss, később Zámek Kozel.
Az 1947-es közigazgatási reform a Pilsen-vidéki kerületbe sorolta, 1960-ban pedig az újonnan létrejött Dél-plzeňi járás része került be. 2007. január 1. óta a Pilsen-City District része lett. 2007. január 1. óta a Plzeň városi járás része.

## Látnivalói
A fő nevezetessége a két kastély. A Štahlavy-kastély eredetileg a 16. század közepén épített erőd volt, amit később reneszánsz kastéllyá bővítettek. Magántulajdonban van, nem látogatható.
Nagy parkban áll a Cernín család számára átalakított Kecske kastély (Zámek Kozel, németül továbbra is Waldschloss). Állami tulajdonú, megtekinthető. A belső tér valóban megőrzött, jól felújított, sok értékes tárggyal. A kastélyparkban azonban a pilseni művészeti iskola diákjainak több műalkotása is helyet kapott.
A falu északi részén, a Starý Plzenec felé vezető út mellett áll a Szent Vitus-templom.

## Fordítás
- Ez a szócikk részben vagy egészben  a(z)   Šťáhlavy című cseh Wikipédia-szócikk ezen változatának fordításán alapul.  Az eredeti cikk szerkesztőit annak laptörténete sorolja fel. Ez a jelzés csupán a megfogalmazás eredetét és a szerzői jogokat jelzi, nem szolgál a cikkben szereplő információk forrásmegjelöléseként.